# Pawieł Łyżyn
Pawieł Łyżyn (białorus. Павел Лыжын; ur. 24 marca 1981) – białoruski lekkoatleta specjalizujący się w pchnięciu kulą.
Międzynarodową karierę zaczynał w 1999 roku od startu w mistrzostwach Europy juniorów, podczas których był czwarty wśród kulomiotów, a w konkursie rzutu dyskiem wywalczył srebrny medal. Rok później na światowym czempionacie juniorów ponownie był czwarty w pchnięciu kulą, a w konkursie dyskoboli uplasował się na siódmy miejscu. Był to ostatni występ Łyżyna w rzucie dyskiem na dużej międzynarodowej imprezie, od tego czasu skoncentrował się na pchnięciu kulą, w której to konkurencji w 2003 roku został młodzieżowym mistrzem Europy oraz wicemistrzem uniwersjady. Podczas mistrzostw świata w Paryżu (2003) nie awansował do finału. W swoim olimpijskim debiucie, na igrzyskach w Atenach siedemnaste miejsce w eliminacjach i nie wywalczył kwalifikacji do finału. W 2005 roku był piąty podczas kolejnej uniwersjady, a w 2006 zajął dziesiąte miejsce na mistrzostwach Starego Kontynentu. W 2007 roku w Birmingham został halowym wicemistrzem Europy, a w Osace nie awansował do finału mistrzostw globu. Podczas igrzysk olimpijskich w Pekinie (2008) uplasował się na piątym miejscu, a rok później był szósty w mistrzostwach świata. Ponownie na szóstym miejscu był w 2010 na halowych mistrzostwach świata. W mistrzostwach Europy, które w 2010 odbyły się w Barcelonie zajął siódme miejsce, wygrywając wcześniej eliminacje. Reprezentant Białorusi w pucharze Europy oraz drużynowych mistrzostwach Starego Kontynentu.
Ma w dorobku liczne medale mistrzostw Białorusi w różnych kategoriach wiekowych. Rekordy życiowe w pchnięciu kulą: stadion – 21,21 (22 maja 2010, Brześć); hala – 21,12 (30 stycznia 2010, Mohylew).

## Osiągnięcia
| Rok  | Impreza                                 | Miejsce    | Pozycja           | Wynik |
| ---- | --------------------------------------- | ---------- | ----------------- | ----- |
| 1999 | Mistrzostwa Europy juniorów             | Ryga       | 4. miejsce        | 17,51 |
| 2000 | Mistrzostwa świata juniorów             | Santiago   | 4. miejsce        | 19,00 |
| 2001 | Młodzieżowe mistrzostwa Europy          | Amsterdam  | 8. miejsce        | 18,59 |
| 2002 | Halowe mistrzostwa Europy               | Wiedeń     | 6. miejsce        | 19,79 |
| 2003 | Uniwersjada                             | Daegu      | 2. miejsce        | 20,72 |
| 2003 | Młodzieżowe mistrzostwa Europy          | Bydgoszcz  | 1. miejsce        | 20,43 |
| 2003 | Mistrzostwa świata                      | Paryż      | el. – 13. miejsce | 19,84 |
| 2004 | Igrzyska olimpijskie                    | Ateny      | el. – 17. miejsce | 19,60 |
| 2005 | Uniwersjada                             | Izmir      | 5. miejsce        | 19,28 |
| 2006 | I liga pucharu Europy                   | Praga      | 1. miejsce        | 20,48 |
| 2006 | Mistrzostwa Europy                      | Göteborg   | 10. miejsce       | 19,51 |
| 2007 | Zimowy puchar Europy w rzutach          | Jałta      | 2. miejsce        | 19,86 |
| 2007 | Halowe mistrzostwa Europy               | Birmingham | 2. miejsce        | 20,82 |
| 2007 | Mistrzostwa świata                      | Osaka      | el. – 20. miejsce | 19,45 |
| 2008 | Igrzyska olimpijskie                    | Pekin      | 5. miejsce        | 20,98 |
| 2009 | Mistrzostwa świata                      | Berlin     | 6. miejsce        | 20,98 |
| 2010 | Halowe mistrzostwa świata               | Doha       | 6. miejsce        | 20,67 |
| 2010 | Superliga drużynowych mistrzostw Europy | Bergen     | 4. miejsce        | 19,97 |
| 2010 | Mistrzostwa Europy                      | Barcelona  | 7. miejsce        | 20,11 |
| 2011 | Mistrzostwa świata                      | Daegu      | el. – 16. miejsce | 19,91 |
| 2012 | Igrzyska olimpijskie                    | Londyn     | 8. miejsce        | 20,69 |
| 2013 | Superliga drużynowych mistrzostw Europy | Gateshead  | 6. miejsce        | 19,02 |
| 2013 | Mistrzostwa świata                      | Moskwa     | el. –             | NM    |
| 2015 | Halowe mistrzostwa Europy               | Praga      | el. – 16. miejsce | 19,30 |
| 2015 | Superliga drużynowych mistrzostw Europy | Czeboksary | 3. miejsce        | 20,15 |